# Hældningskoefficient
En hældningskoefficient, et hældningstal eller blot en hældning er indenfor den analytiske plangeometri et udtryk for hvor stejl en ret linje er i forhold til akserne i det koordinatsystem den er indtegnet i.
På illustrationen til højre ses bl.a. en blå linje med hældningstallet {\displaystyle a}: Følger man linjen fra venstre mod højre, kommer man {\displaystyle a} enheder opad for hver 1 enhed man bevæger sig mod højre, illustreret ved den lille trekant nederst til venstre.

## Beregning af hældningstallet
Kender man koordinaterne {\displaystyle (x_{1},y_{1})} og {\displaystyle (x_{2},y_{2})} til to punkter langs linjen, kan man også beregne linjens hældningstal ud fra formlen

{\displaystyle a={\frac {\Delta y}{\Delta x}}={\frac {y_{2}-y_{1}}{x_{2}-x_{1}}}}
Tallet {\displaystyle a} er det samme tal, som indgår i linjens ligning, til beskrivelse af en ret linje i et koordinatsystem, nemlig
{\displaystyle y=a\cdot x+b}

## Ortogonalitet
Den grønne linje danner en ret vinkel (dvs. en vinkel på 90 grader) med den blå: Hvis den blå linjes hældningstal er {\displaystyle a}, vil den grønne linje have et hældningstal der er lig med 
{\displaystyle -{\frac {1}{a}}}
Dette gælder, idet to linjer står vinkelret på hinanden, hvis produktet af deres hældninger er {\displaystyle -1}. Man taler i denne sammenhæng ofte om, at to linjer er ortogonale.

## Vinkelberegning
Man kan omregne mellem en linjes hældningstal og den vinkel θ den danner med koordinatsystemets {\displaystyle x}-akse, idét

{\displaystyle \theta =\tan ^{-1}(a)\quad \Leftrightarrow \quad a=\tan(\theta )}